# Limnocyonidae
Limnocyonidae («болотні собаки») — родина викопних хижих ссавців із вимерлого ряду Hyaenodonta. Викопні рештки цих ссавців відомі від відкладень пізнього палеоцену до пізнього еоцену в Північній Америці та Азії. Лімноціоніди мали лише два моляри у верхньому та нижньому зубному ряду.